# Atletica leggera ai XVII Giochi paralimpici estivi - 5000 metri piani T54 femminili
Ai XVII Giochi paralimpici estivi la competizione dei 5000 metri piani femminili T54 si è svolta il 31 agosto 2024 presso lo Stade de France di Parigi. Hanno potuto partecipare alla gara le atlete appartenenti alle classi T54 e T53.

## Situazione pre-gara

### Record
Prima di questa competizione, il record del mondo, il record paralimpico e i record continentali T53-54 erano i seguenti.
| Record              | Prestazione | Atleta                       | Data e luogo                                 | Competizione                                 |
| ------------------- | ----------- | ---------------------------- | -------------------------------------------- | -------------------------------------------- |
| Record mondiale     | 10'25"00    | Susannah Scaroni Stati Uniti | 8 giugno 2021 Nottwil, Svizzera              | Nottwil 2021 Grand Prix                      |
| Record paralimpico  | 10'52"57    | Susannah Scaroni Stati Uniti | 28 agosto 2021 Tokyo, Giappone               | XVI Giochi paralimpici estivi                |
| Record africano     | 11'15"43    | Noemi Alphonse Mauritius     | 6 febbraio 2024 Sharjah, Emirati Arabi Uniti | Sharjah International Open Athletics Meeting |
| Record panamericano | 10'25"00    | Susannah Scaroni Stati Uniti | 8 giugno 2021 Nottwil, Svizzera              | Nottwil 2021 Grand Prix                      |
| Record asiatico     | 11'16"59    | Tian Yajuan Cina             | 1º marzo 2023 Dubai, Emirati Arabi Uniti     | Dubai 2023 Grand Prix                        |
| Record europeo      | 10'25"24    | Manuela Schär Svizzera       | 8 giugno 2024 Nottwil, Svizzera              | Nottwil 2021 Grand Prix                      |
| Record oceaniano    | 10'59"05    | Madison de Rozario Australia | 26 maggio 2019 Nottwil, Svizzera             | Nottwil 2021 Grand Prix                      |

### Campioni in carica
I campioni in carica a livello mondiale erano i seguenti.
| Campione    | Atleta                       | Prestazione | Data e luogo                   | Competizione                         |
| ----------- | ---------------------------- | ----------- | ------------------------------ | ------------------------------------ |
| Paralimpico | Susannah Scaroni Stati Uniti | 10'52"57    | 28 agosto 2021 Tokyo, Giappone | XVI Giochi paralimpici estivi        |
| Mondiale    | Tian Yajuan Cina             | 11'41"76    | 18 maggio 2024 Kōbe, Giappone  | Campionati mondiali paralimpici 2024 |

### La stagione

#### T54
Prima di questa gara, gli atleti con le migliori tre prestazioni mondiali T54 dell'anno erano:
| Pos. | Atleta                       | Prestazione | Data e luogo                                 |
| ---- | ---------------------------- | ----------- | -------------------------------------------- |
| 1    | Susannah Scaroni Stati Uniti | 10'25"00    | 8 giugno 2024 Nottwil, Svizzera              |
| 2    | Manuela Schär Svizzera       | 10'25"24    | 8 giugno 2024 Nottwil, Svizzera              |
| 3    | Patricia Eachus Svizzera     | 11'06"49    | 6 febbraio 2024 Sharjah, Emirati Arabi Uniti |

#### T53
Prima di questa gara, gli atleti con le migliori tre prestazioni mondiali T53 dell'anno erano:
| Pos. | Atleta                       | Prestazione | Data e luogo                        |
| ---- | ---------------------------- | ----------- | ----------------------------------- |
| 1    | Catherine Debrunner Svizzera | 10'29"56    | 9 giugno 2024 Nottwil, Svizzera     |
| 2    | Madison de Rozario Australia | 11'06"93    | 9 giugno 2024 Nottwil, Svizzera     |
| 3    | Angela Ballard Australia     | 13'02"75    | 22 gennaio 2024 Canberra, Australia |

## Risultati

### Batterie
I primi 5 di ogni batteria (Q) si qualificano alla finale.

#### Batteria 1
La Batteria 1 si è svolta il 30 agosto, a partire dalle ore 11:50.
| Pos. | Corsia | Nome                         | Nazionalità | Tempo    | Note |
| ---- | ------ | ---------------------------- | ----------- | -------- | ---- |
| 1    | 6      | Susannah Scaroni (T54)       | Stati Uniti | 11'38"34 | Q    |
| 2    | 5      | Madison de Rozario (T53)     | Australia   | 11'43"64 | Q    |
| 3    | 1      | Patricia Eachus (T54)        | Svizzera    | 11'45"43 | Q    |
| 4    | 4      | Tian Yajuan (T54)            | Cina        | 12'13"81 | Q    |
| 5    | 3      | Eden Rainbow-Cooper (T54)    | Regno Unito | 12'23"53 | Q    |
| 6    | 2      | Aline Rocha dos Santos (T54) | Brasile     | 12'55"50 |      |

#### Batteria 2
La Batteria 2 si è svolta il 30 agosto, a partire dalle ore 12:11.
| Pos. | Corsia | Nome                            | Nazionalità | Tempo    | Note |
| ---- | ------ | ------------------------------- | ----------- | -------- | ---- |
| 1    | 6      | Catherine Debrunner (T53)       | Svizzera    | 12'43"82 | Q    |
| 2    | 5      | Merle Marie Menje (T54)         | Germania    | 12'44"17 | Q    |
| 3    | 1      | Manuela Schär (T54)             | Svizzera    | 12'44"20 | Q    |
| 4    | 4      | Shauna Bocquet (T54)            | Irlanda     | 12'44"52 | Q    |
| 5    | 3      | Jenna Fesemyer (T54)            | Stati Uniti | 13'33"73 | Q    |
| -    | 2      | Vanessa Cristina de Souza (T54) | Brasile     | dnf      |      |

### Finale
La finale si è disputata il 31 agosto a partire dalle ore 10:40.
| Pos.    | Corsia | Nome                      | Nazionalità   | Tempo    | Note                                     |
| ------- | ------ | ------------------------- | ------------- | -------- | ---------------------------------------- |
| Oro     | 9      | Catherine Debrunner (T53) | Svizzera      | 10'43"62 | Record paralimpico                       |
| Argento | 2      | Susannah Scaroni (T54)    | Stati Uniti   | 10'45"18 |                                          |
| Bronzo  | 6      | Madison de Rozario (T53)  | Australia     | 11'10"20 |                                          |
| 4       | 8      | Patricia Eachus (T54)     | Svizzera      | 11'10"44 |                                          |
| 5       | 7      | Manuela Schär (T54)       | Svizzera      | 11'10"52 |                                          |
| 6       | 10     | Tian Yajuan (T54)         | Cina          | 11'37"24 | Miglior prestazione personale stagionale |
| 7       | 3      | Merle Marie Menje (T54)   | Germania      | 11'49"97 |                                          |
| 8       | 4      | Shauna Bocquet (T54)      | Irlanda       | 11'50"85 |                                          |
| 9       | 1      | Jenna Fesemyer (T54)      | Stati Uniti   | 12'19"68 |                                          |
| -       | 5      | Eden Rainbow-Cooper (T54) | Gran Bretagna | dnf      |                                          |